# Apha horishana
Apha horishana är en fjärilsart som beskrevs av Matsumura 1927. Apha horishana ingår i släktet Apha och familjen Eupterotidae. Inga underarter finns listade i Catalogue of Life.